# Priscilla Pointer
Priscilla Marie Pointer (Nova Iorque, 18 de maio de 1924 – Ridgefield, 28 de abril de 2025) foi uma atriz americana aposentada. Ela começou sua carreira no teatro no final da década de 1940, incluindo produções na Broadway. Mais tarde, Pointer mudou-se para Hollywood e fez aparições na televisão no início dos anos 1950.
Pointer era a mãe da atriz e cantora Amy Irving, sendo portanto, a ex-sogra dos cineastas Steven Spielberg e Bruno Barreto e a falecida sogra do documentarista Kenneth Bowser, Jr.

## Vida pessoal
Pointer nasceu em 18 de maio de 1924, na Cidade de Nova Iorque. Sua mãe, Augusta Leonora (nascida Davis), era artista e ilustradora, e seu pai, Kenneth Keith Pointer, era artista. Um de seus bisavôs maternos, Jacob Barrett Cohen, pertencia a uma família judia que vivia nos Estados Unidos desde 1700. Pointer completou 100 anos em maio de 2024.

## Casamentos e família
Pointer foi casada com o diretor de cinema e teatro Jules Irving, ex-diretor artístico do Lincoln Center, de 1947 até sua morte em 1979; eles são pais de Katie Irving, do diretor David Irving e da atriz Amy Irving.

## Carreira

### Início de carreira
Pointer foi artista desde o final da década de 1940, iniciando sua carreira no teatro e aparecendo na Broadway, e apareceu na série de TV China Smith (também conhecida como The New Adventures of China Smith) em 1954. Depois de um longo hiato, Pointer voltou a atuar no início dos anos 1970.
O primeiro papel principal de Pointer foi na novela de TV Where the Heart Is como Adrienne Harris Rainey de 1972 e 1973.

### Cinema
Pointer apareceu em muitos filmes, incluindo Carrie (1976), em que interpretou a mãe da personagem de Amy Irving; The Onion Field (1979); Mommie Dearest (1981); Twilight Zone: The Movie (1983); A Nightmare on Elm Street 3: Dream Warriors (1987); Blue Velvet, de David Lynch; e Coiote Moon (1999). Além de Carrie, ela interpretou a mãe de Amy Irving em Honeysuckle Rose (1980) e Carried Away (1996). Ambas participaram dos filmes The Competition em 1980 e Micki & Maude em 1984.
Pointer apareceu em três filmes dirigidos por seu filho: Rumpelstiltskin (uma versão musical de 1987, estrelado por sua filha), Good-bye, Cruel World, e C.H.U.D. II: Bud the C.H.U.D.

### Televisão
Pointer fez muitas aparições especiais na televisão, incluindo Adam-12, L.A. Law, The A-Team, Judging Amy, The Rockford Files, e Cold Case.
De 1981 a 1983, Pointer teve um papel recorrente na soap opera Dallas como Rebecca Barnes Wentworth, mãe de Cliff Barnes (Ken Kercheval), Pamela Barnes Ewing (Victoria Principal), e Katherine Wentworth (Morgan Brittany).

## Morte
Pointer morreu em uma casa de repouso em Ridgefield, Connecticut, em 28 de abril de 2025, aos 100 anos. Sua morte foi anunciada no dia seguinte por sua filha Amy Irving.

## Filmografia

### Cinema
| Ano  | Título                                      | Personagem           | Notas                      |
| ---- | ------------------------------------------- | -------------------- | -------------------------- |
| 1976 | Carrie                                      | Eleanor Snell        | Carla Tilson - Iris Clarke |
| 1976 | Nickelodeon                                 | Mabel                |                            |
| 1976 | The Great Texas Dynamite Chase              | Miss Harris          |                            |
| 1977 | The 3,000 Mile Chase                        | Emma Dvorak          |                            |
| 1977 | Looking for Mr. Goodbar                     | Sra. Dunn            |                            |
| 1979 | The Onion Field                             | Chrissie Campbell    |                            |
| 1980 | Honeysuckle Rose                            | Rosella Ramsey       |                            |
| 1980 | The Competition                             | Sra. Donellan        |                            |
| 1981 | Mommie Dearest                              | Sra. Chadwick        |                            |
| 1983 | Good-bye, Cruel World                       | Myra                 |                            |
| 1983 | Twilight Zone: The Movie                    | Miss Cox             | Segmento: "Kick the Can"   |
| 1984 | Micki & Maude                               | Diana Hutchison      |                            |
| 1985 | The Falcon and the Snowman                  | Sra. Lee             |                            |
| 1986 | Blue Velvet                                 | Sra. Beaumont        |                            |
| 1987 | Newhart                                     | Clara Whitscomber    |                            |
| 1987 | Rumpelstiltskin                             | Rainha Grizelda      |                            |
| 1987 | A Nightmare on Elm Street 3: Dream Warriors | Dra. Elizabeth Simms |                            |
| 1987 | From the Hip                                | Sra. Martha Williams |                            |
| 1989 | C.H.U.D. II: Bud the C.H.U.D.               | Doutora Berlin       |                            |
| 1990 | A Show of Force                             | Alice Ryan           |                            |
| 1990 | Disturbed                                   | Enfermeira Francine  |                            |
| 1992 | Unbecoming Age                              | Avó                  |                            |
| 1993 | Painted Desert                              | Barbara              |                            |
| 1996 | Carried Away                                | Lily Henson          |                            |
| 1999 | Inferno                                     | Sra. Henry Howard    |                            |

### Créditos parciais de televisão
| Ano       | Título                                                                | Personagem                   | Notas                                          |
| --------- | --------------------------------------------------------------------- | ---------------------------- | ---------------------------------------------- |
| 1954      | China Smith (Também conhecido como The New Adventures of China Smith) | Carla Tilson - Iris Clarke   |                                                |
| 1969      | N.Y.P.D.                                                              | Mulher com criança no parque | Episódio: "The Night Watch"                    |
| 1970      | The High Chaparral                                                    | Sra. Colton                  | Episódio: "A Matter of Vengeance"              |
| 1971      | The Failing of Raymond                                                | Professora de história       | Telefilme                                      |
| 1973      | Adam-12                                                               | Jacqueline Carey             | Episódio: "Van Nuys Division: Pete's Mustache" |
| 1977      | Mary Jane Harper Cried Last Night                                     | Laura Atherton               | Telefilme                                      |
| 1978      | Quincy, M.E.                                                          | Mãe da vítima                | Episódio: "Dead and Alive"                     |
| 1981–1983 | Dallas                                                                | Rebecca Barnes Wentworth     | 44 episódios                                   |
| 1984      | Mickey Spillane's Mike Hammer                                         | Edna Grundy                  | Episódio: "Seven Dead Eyes"                    |
| 1984      | Too Close for Comfort                                                 | Betty Farnsworth             | Episódio: "The Sound of Mother"                |
| 1984      | St. Elsewhere                                                         | Marie Halloran               | Episódio: "In Sickness and in Health"          |
| 1986–1988 | L.A. Law                                                              | Juíza Dorothy M. Pehlman     | 4 episódios                                    |
| 1987      | Newhart                                                               | Clara Whitscomber            | Episódio: "Me and My Gayle"                    |
| 1987      | Rags to Riches                                                        | Ruby                         | Episódio: "Vegas Rock"                         |
| 1990–1991 | The Flash                                                             | Nora Allen                   | 3 episódios                                    |
| 1994      | ER                                                                    | Sra. Abernathy               | Episódio: "The Gift"                           |
| 1997      | Alone                                                                 | Susan Hight                  | Telefilme                                      |
| 2001      | Judging Amy                                                           | Margaret Palmer              | Episódio: "The Unforgiven"                     |
| 2006      | Cold Case                                                             | Lillian Vine                 | Episódio: "Debut"                              |
| 2008      | Sweet Nothing in My Ear                                               | voz de Sally                 | Telefilme                                      |